# Bắc Sơn (huyện in Lạng Sơn)
Bắc Sơn is een district in de provincie Lạng Sơn, een van de provincies van Vietnam. De hoofdplaats van het district is Bắc Sơn. Er is ook nog een xã met dezelfde naam in het district, Bắc Sơn.
Het district telt 65.073 inwoners. Deze wonen op een oppervlakte van 697 km².
| Aangrenzende districten         | Aangrenzende districten | Aangrenzende districten | Aangrenzende districten | Aangrenzende districten |
| ------------------------------- | ----------------------- | ----------------------- | ----------------------- | ----------------------- |
|                                 |                         | Bình Gia                |                         |                         |
|                                 |                         |                         |                         |                         |
| Võ Nhai (provincie Thái Nguyên) | Văn Quan                |                         |                         |                         |
|                                 |                         |                         |                         |                         |
|                                 |                         | Hữu Lũng                |                         |                         |

## Administratieve eenheden
Bắc Sơn bestaat uit meerdere administratieve eenheden. Bắc Sơn bestaat uit een thị trấn en negentien xã's.
- Thị trấn Bắc Sơn
- Xã Bắc Sơn
- Xã Chiến Thắng
- Xã Chiêu Vũ
- Xã Đồng ý
- Xã Hưng Vũ
- Xã Hữu Vĩnh
- Xã Long Đống
- Xã Nhất Hòa
- Xã Nhất Tiến
- Xã Quỳnh Sơn
- Xã Tân Hương
- Xã Tân Lập
- Xã Tân Thành
- Xã Tân Tri
- Xã Trấn Yên
- Xã Vạn Thủy
- Xã Vũ Lăng
- Xã Vũ Lễ
- Xã Vũ Sơn